# Udo Kier
Udo Kier (Köln-Mülheim, 14 oktober 1944), echte naam Udo Kierspe, is een Duitse filmacteur. In 1962, toen hij 18 jaar oud was, verhuisde hij naar het Verenigd Koninkrijk en vanaf 1969 begon zijn carrière als acteur vermeldenswaardig te worden.

## Biografie

### Carrière
Kier begon zijn carrière als protegé van regisseur Rainer Werner Fassbinder. Hij was de ster in de films als Blood for Dracula van Andy Warhol (1974), Histoire d'O (film), Blade (1998) en Shadow of the Vampire (2000). Verder werkte hij veel samen met de Deense regisseur Lars von Trier en hij speelde sinds 1987 in vrijwel al zijn films. Ook speelde hij in films van Christoph Schlingensief. Tevens staat Kier bekend om het Russische personage Yuri in de Red Alert-computerspellen (Red Alert 2 en Red Alert 2 - Yuri's Revenge).

### Privéleven
Kier woont in Californië maar verblijft vanwege zijn werk vaak in Europa.

## Filmografie
- 1966: Road to St. Tropez
- 1968: Schamlos

- 1969: La stagione dei sensi
- 1970: Proklisis
- 1970: Hexen bis aufs Blut gequält
- 1971: Erotomaneis
- 1971: Anilikes amartoles
- 1972: The Salzburg Connection
- 1973: Flesh for Frankenstein / Andy Warhol's Frankenstein
- 1973: Cagliostro (televisie-meerdeler)
- 1973: Sonderdezernat K1 - Kassensturz nach Mitternacht
- 1974: Blood for Dracula / Andy Warhol's Dracula
- 1975: Der Letzte Schrei
- 1975: Histoire d'O
- 1976: Exposé (aka The House on Straw Hill)
- 1976: Spermula
- 1977: Suspiria
- 1977: Bolwieser
- 1979: Hungarian Rhapsody
- 1979: Die dritte Generation
- 1980: Nárcisz és Psziché
- 1980: Lulu
- 1980: Lili Marleen
- 1981: Docteur Jekyll et les femmes
- 1981: Lola
- 1983: Pankow '95
- 1983: Die Insel der blutigen Plantage
- 1983: Die wilden Fünfziger
- 1984: Gespenstergeschichten: Im Schatten des Zweifels (televisiefilm)
- 1984: Moscow on the Hudson
- 1985: Die Einsteiger
- 1985: Der Unbesiegbare
- 1985: Verführung: Die grausame Frau
- 1986: Egomania - Insel ohne Hoffnung
- 1986: Die Schlacht der Idioten
- 1986: Kir Royal - Adieu Claire
- 1986: Am nächsten Morgen kehrte der Minister nicht an seinen Arbeitsplatz zurück
- 1987: Epidemic
- 1988: Mutters Maske
- 1988: Medea
- 1989: 100 Jahre Adolf Hitler - Die letzte Stunde im Führerbunker
- 1990: Das Deutsche Kettensägenmassaker
- 1991: My Own Private Idaho
- 1991: Europa
- 1992: Terror 2000 - Intensivstation Deutschland
- 1993: For Love or Money
- 1993: Even Cowgirls Get the Blues
- 1993: Plötzlich und unerwartet – eine Déjà-Revue
- 1993: seaQuest DSV - Tödliche Gene (televisieserie)
- 1993: Josh and S.A.M.
- 1994, 1997: Riget (miniserie, 5 afleveringen)
- 1994: Ace Ventura: Pet Detective
- 1994: Rotwang muß weg!
- 1994: The Kingdom (miniserie)
- 1995: A Trick of Light
- 1995: Ausgestorben
- 1995: Johnny Mnemonic
- 1995: Nur über meine Leiche
- 1995: Die Gebrüder Skladanowsky
- 1996: Duke of Groove (korte film)
- 1996: Tatort – Das Mädchen mit der Puppe
- 1996: United Trash
- 1996: Barb Wire
- 1996: Breaking the Waves
- 1996: The Adventures of Pinocchio
- 1997: Betty
- 1997: Prince Valiant
- 1997: The Kingdom II (miniserie)
- 1997: The End of Violence
- 1997: Die 120 Tage von Bottrop
- 1998: Armageddon
- 1998: Blade
- 1998: Modern Vampires
- 1998: Killer Deal
- 1998: Ice (televisiefilm)
- 1998: There's no Fish Food in Heaven
- 1999: End of Days
- 1999: History Is Made at Night
- 1999: Besat
- 1999: The Debtors
- 1999: Unter den Palmen
- 1999: The New Adventures of Pinocchio
- 1999: Final Run
- 1999: Die Diebin
- 2000: Critical Mass
- 2000: Citizens of Perpetual Indulgence
- 2000: Shadow of the Vampire
- 2000: Dancer in the Dark
- 2000: Red Letters
- 2000: Just One Night
- 2000: Doomsdayer
- 2001: Critical Mass
- 2001: Double Deception
- 2001: Die Gottesanbeterin
- 2001: Invincible
- 2001: Megiddo: The Omega Code 2
- 2001: All the Queen's Men
- 2001: Revelation
- 2001: Command & Conquer: Alarmstufe Rot 2
- 2001: Command & Conquer: Alarmstufe Rot 2 - Yuris Rache
- 2002: Auf Herz und Nieren
- 2002: Broken Cookies (ook geregisseerd)
- 2002: FeardotCom
- 2002: Mrs Meitlemeihr
- 2002: Pigs Will Fly
- 2003: Montewood Hollyverità
- 2003: Love Object
- 2003: Dogville
- 2003: Gate to Heaven
- 2004: Paranoia 1.0 (a.k.a. One Point O)
- 2004: Sawtooth
- 2004: Jargo
- 2004: Modigliani
- 2004: Evil Eyes
- 2004: Dracula 3000
- 2004: Surviving Christmas
- 2004: One Point 0, ook Paranoia 1.0
- 2004: 30 Days Until I'm Famous (televisiefilm)
- 2005: Children of Wax
- 2005: One More Round
- 2005: Headspace
- 2005: Wit's End
- 2005: Manderlay
- 2005: John Carpenter's Cigarette Burns
- 2005: Masters of Horror - Cigarette Burns
- 2005-2007: 4 gegen Z (televisieserie, 41 afleveringen)
- 2006: BloodRayne
- 2006: Pray for Morning
- 2006: Holly
- 2006: Crusade in Jeans
- 2006: Polizeiruf 110 - Mit anderen Augen
- 2007: Fall Down Dead
- 2007: Grindhouse (Segment Werewolf Women of the SS)
- 2007: Halloween
- 2007: The Mother of Tears
- 2007: Pars: Operation Cherry
- 2007: Tell
- 2007: Children of Wax
- 2008: Far Cry
- 2008: 1½ Knights -- In Search of the Ravishing Princess Herzelinde
- 2009: Lulu and Jimi
- 2009: Night of the Templar
- 2009: House of Boys
- 2009: Soul Kitchen
- 2009: Metropia (stem)
- 2009: My Son, My Son, What Have Ye Done
- 2009: Tatort - Platt gemacht
- 2010: Chuck
- 2010: Long Live the People of the Revolution
- 2010–2013: Scooby-Doo Mystery Incorporated (televisieserie, 17 afleveringen)
- 2010: Das Leben ist zu lang
- 2011: Die Blutgräfin
- 2011: Melancholia
- 2011: Der Himmel hat vier Ecken
- 2011: Borgia (televisieserie, 3 afleveringen)
- 2011: The Theatre Bizarre
- 2012: 10 PM Lincoln Boulevard
- 2012: Iron Sky
- 2012: UFO in Her Eyes
- 2012: Night of the Templar
- 2012: The Lords of Salem
- 2013: Heather’s Dream (korte film)
- 2013: Nymphomaniac
- 2013: The Editor
- 2014: Arteholic (documentaire film)
- 2014: Beethoven’s Treasure
- 2014: Ghost Horror Hotel
- 2015: Altes Geld (televisieserie, 8 afleveringen)
- 2015: Coconut Hero
- 2015: Zero
- 2015: Mark of the Devil: Mark of the Times (documentaire)
- 2016: Broer
- 2016: Courier X
- 2017: Downsizing
- 2017: Brawl in Cell Block 99
- 2018: American Animals
- 2018: Don't Worry, He Won't Get Far on Foot
- 2018: Dragged Across Concrete
- 2018: Meine Tochter, Figlia Mia
- 2018: The Mountain
- 2018: Puppet Master: The Littlest Reich
- 2019: American Exit
- 2019: The Painted Bird
- 2019: Iron Sky: The Coming Race
- 2019: M – Eine Stadt sucht einen Mörder (televisieserie, 6 afleveringen)
- 2019: Holy Beasts
- 2019: Bacurau
- 2019: The Barefoot Emperor
- 2019: Skin Walker
- 2020: Last Moment of Clarity
- 2021: Swan Song
- 2022: My Neighbor Adolf
- 2022: A E I O U – Das schnelle Alphabet der Liebe
- 2022: Hunters
- 2025: O Agente Secreto

## Als stemacteur
Kier werkte ook als stemacteur en leende zijn stem aan de Duitse nasynchronisatie van de volgende films:
- 1996: Barb Wire
- 1996: The Adventures of Pinocchio
- 1997: The End of Violence
- 1999: The New Adventures of Pinocchio
- 2004: One Point 0, auch: Paranoia 1.0
- 2004: Surviving Christmas
- 2006: Kreuzzug in Jeans (Kruistocht in spijkerbroek)
- 2008: Far Cry
- 2009: My Son, My Son, What Have Ye Done
- 2009: House of Boys
- 2011: Melancholia
- 2012: Iron Sky
- 2017: Brawl in Cell Block 99
- 2017: Downsizing
- 2019: Iron Sky: The Coming Race

## Muziekvideo's
- 1992: Madonna – Erotica
- 1992: Madonna – Deeper and Deeper
- 1999: Rauhfaser – Die Schöne und das Biest
- 2000: Korn – Make Me Bad
- 2001: Eve ft. Gwen Stefani – Let Me Blow Ya Mind
- 2001: RMB – Deep Down Below
- 2015: Get Well Soon – It’s Love

## Documentaires – portretten
- 2012: Ich – Udo … starring Udo Kier, documentaire, 43 minuten
- 2022: Interview mit Udo Kier. ARTE FRANCE CINEMA, Frankrijk, 53 minuten

- Biblioteca Nacional de España: XX1498777
- Bibliothèque nationale de France: cb14193443v (data)
- Gemeinsame Normdatei: 123092523
- International Standard Name Identifier: 0000 0001 1488 655X
- Library of Congress Control Number: no97002684
- MusicBrainz: c95a8194-a3f6-47f3-bd35-383202851186
- Nationale Bibliotheek van Tsjechië: xx0075187
- Nationale Bibliotheek van Israël: 987007345773605171
- Nationale Bibliotheek van Polen: a0000001853121
- Nederlandse Thesaurus van Auteursnamen: 266758681
- SNAC: w6db8xjc
- Système universitaire de documentation: 055391869
- Virtual International Authority File: 22352394
- WorldCat: E39PBJhH4F7FqHRH6WJ36x4rMP